# Philharmonie de l'Elbe
Pour les articles homonymes, voir Philharmonie.
La Philharmonie de l’Elbe (Elbphilharmonie, surnommée Elphi) est une salle de concert symphonique située à Hambourg construite par les architectes Herzog & de Meuron. À l'instar de la Philharmonie de Berlin, de la Philharmonie de Paris ou de la Philharmonie Luxembourg, c'est une des salles les plus grandes et les plus performantes acoustiquement conçues pour la musique symphonique. De même, comme les deux premières mentionnées, elle est conçue de manière à placer le public, non pas devant, mais autour de l'orchestre.

## Historique

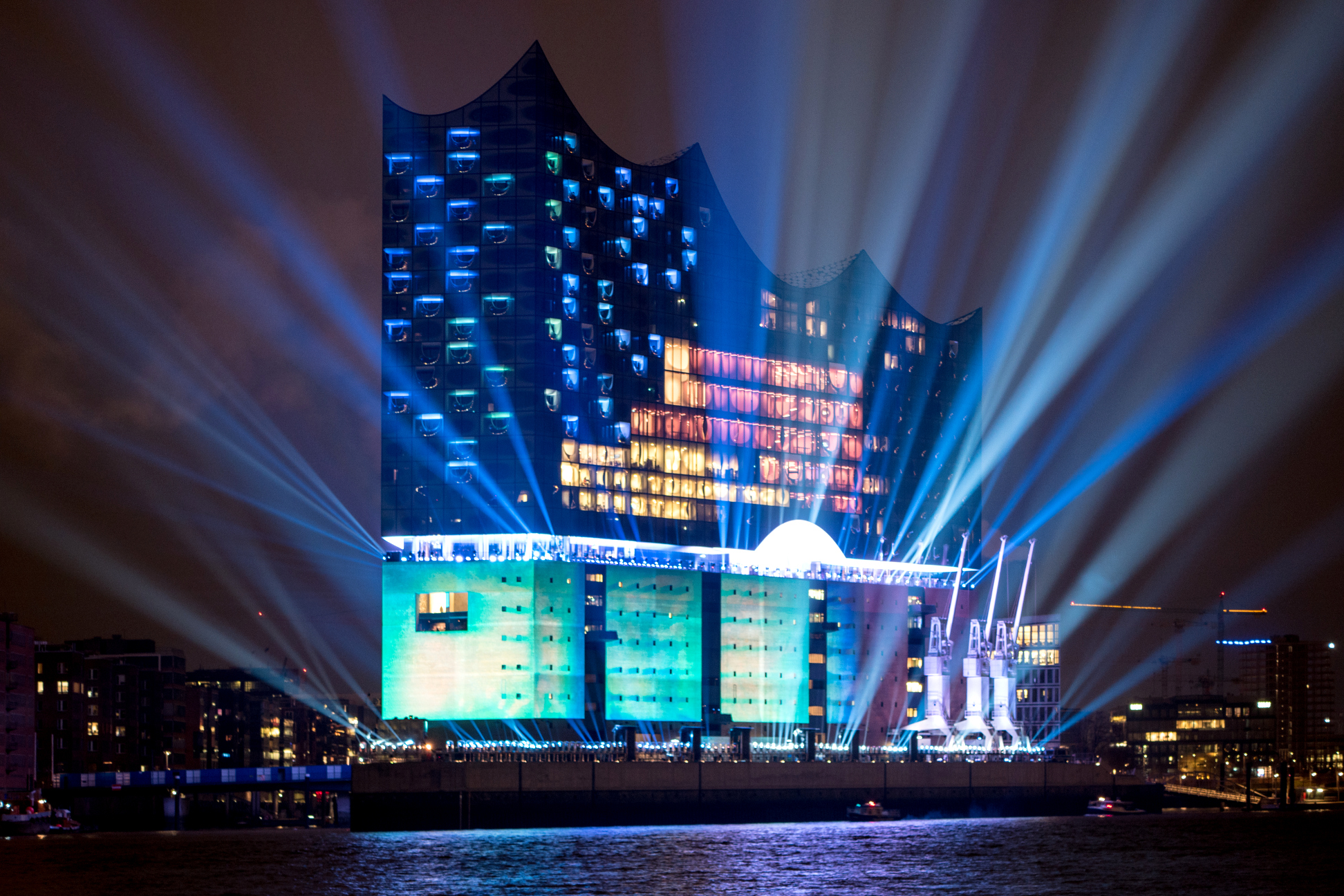
Éclairage pour la cérémonie d'ouverture (11 janvier 2017).

La Philharmonie de l’Elbe a été construite à partir d’un ancien entrepôt de fèves de cacao nommé Kaispeicher, construit entre 1963 et 1966, du port de Hambourg. L'entrepôt en forme de trapèze est surmonté d’une structure en béton avec une façade en verre accueillant deux salles de 2 150 (la Großer Saal, destinée aux concerts symphoniques) et 550 places. Aux salles de concert s'ajoutent, côté est, un hôtel de 250 chambres et, à l’opposé, un ensemble de 45 appartements de luxe de 120 à 180 m carrés. On y retrouve également un espace public, des restaurants, des cafés, des billetteries, un stationnement intérieur et un musée pour enfant. 
À 37 mètres au-dessus du niveau de l’eau se trouve la « plaza », un plateau de 4 000 mètres carrés avec des commerces et le foyer des salles de concert. Ce niveau, correspondant au toit de l'ancien entrepôt, fait la transition entre les volumes de brique originels et ceux de verre ajoutés, et offre un panorama circulaire sur la ville et sur le port, accessible librement aux promeneurs.
La première pierre est posée le 2 avril 2007 en présence d’Ole von Beust, premier maire de la ville-État, pour une fin de chantier alors prévue en 2010 Les études acoustiques sont confiées à Nagata Acoustics tandis que la scénographie des espaces scéniques est conçue par dUCKS scéno.
Le chantier a été sujet à controverses. En effet, à la suite de litiges entre le Sénat et les entrepreneurs ainsi que de nombreuses modifications, le coût a été multiplié par plus de dix (de 77 millions d'euros initialement à 789 millions) et l'inauguration repoussée à plusieurs reprises. 
La plaza, en libre accès, est ouverte au public le 1er novembre 2016. La Philharmonie de l’Elbe, quant à elle, est finalement inaugurée le 11 janvier 2017, en présence, notamment, d'Angela Merkel.
Le bâtiment possède 29 étages et mesure 110 m de haut. La forme inhabituelle de la salle de concert accueille des auditeurs tout autour de la scène.

## Organisation

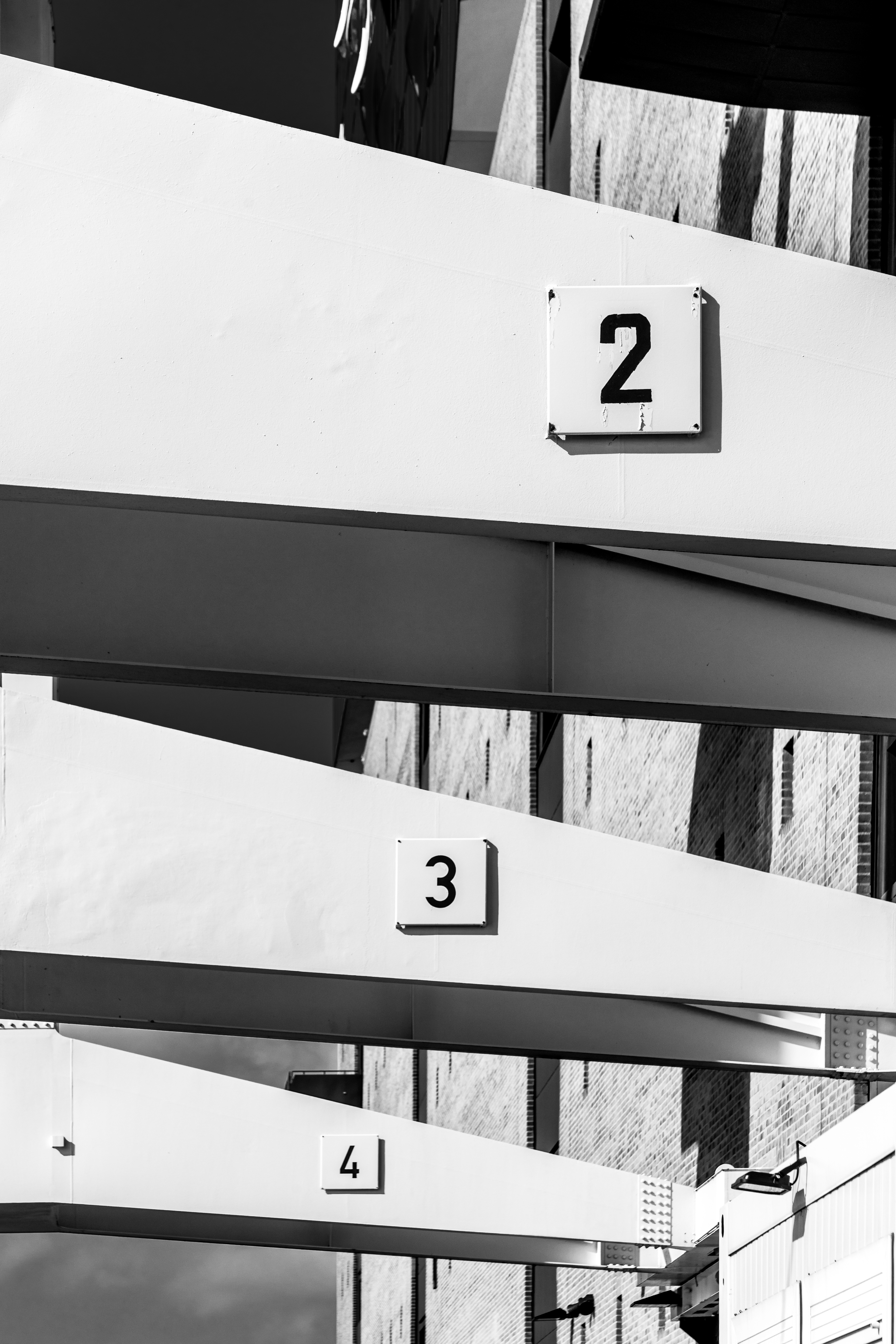
Grues portuaires à la philharmonie. Mars 2023.

La salle accueille en résidence l’orchestre symphonique de la NDR, une formation du Norddeutscher Rundfunk, et a pour intendant Christoph Lieben-Seutter, ancien secrétaire général du Konzerthaus de Vienne, également chargé de la Musikhalle de Hambourg.
Son ouverture est censée élargir l’offre culturelle et n’entraîner la fermeture d’aucun autre équipement.